# Neophyte
Pour les articles homonymes, voir Néophyte.
Neophyte est un producteur et DJ néerlandais de mainstream hardcore, originaire de Rotterdam. À l'origine formé en 1992 en tant que groupe — composé de Jeroen Streunding, Danny Greten et Jarno Butter —, seul Jeroen Streunding continue de produire sous ce nom depuis les années 2010.

## Biographie
Neophyte est à l'origine un groupe musical composé de Jeroen Streunding, Danny Greten et Jarno Butter ; les anciens membres étant Robin van Roon et G. Kouwenhoven. Cependant, Jeroen Streunding (né le 22 mai 1974), le membre principal du groupe, compose en solo sous le nom de scène DJ Neophyte et décide de fonder son propre label discographique, Neophyte Records, en 1999 tandis que la scène gabber traverse une période de crise controversée. Il prend le risque de fonder ce label dans le but d'aider les jeunes talents à faire revivre le gabber, à cette époque déjà mal en point. À cette période, tout comme le label discographique Masters of Hardcore, ils se déclarent ouvertement contre le racisme d'une minorité d'adeptes au hardcore. 
La première production du groupe date de 1993 avec l'album Three Amiga's (le nom provient de la marque des ordinateurs utilisés pour leur travail de composition) chez Rotterdam Records. Par la suite, ils coopèrent avec de nombreux producteurs : DJ Panic, Evil Maniax, The Euromasters et The Stunned Guys. Des titres à succès tels que Hardcore to da Bone, Always Hardcore, Braincracking peuvent être cités, mais c'est Army of Hardcore, composé avec The Stunned Guys, qui leur vaudra le plus de succès.
Sorti en 1996, le single de Bodylotion Always Hardcore est considéré par le magazine Esquire comme un hymne de la scène gabber, à une époque où ce style est sorti de l'underground et s'est largement popularisé. Ce titre est considéré, en novembre 2014, comme faisant partie des dix titres les plus influents de la culture pop néerlandaise.
Jeroen Streunding crée son propre label, Neophyte Records, permettant de lancer des artistes comme Evil Activities et Chaosphere,. Après le départ de Paul Elstak pour la direction du label Rotterdam Records en 2001, Jeroen Streundig codirige Rotterdam Records avec DJ Panic, parmi deux autres labels que sont Terror Traxx et Forze Records. Neophyte sort également une compilation reprenant ses treize ans de carrière, intitulée 13 Jaar Terreur (en français : « 13 ans de terreur ») ; la compilation regroupe certaines pistes que le groupe a enregistré sous différents noms de scène, comme Bodylotion. Elle est également classée à la 29e place des classements musicaux néerlandais le 12 décembre 2005 pendant une semaine, et reste classé pendant 13 semaines dans les charts. Le CD/DVD est bien accueilli sur Partyflock avec une note de 73 %. Le 22 avril 2006, ils sortent leur album Rechtoe Rechtaan qui atteint la 72e place des classements musicaux néerlandais le 20 mai 2006. En 2009, Neophyte Records fête ses dix années d'existence lors d'une soirée nommée Neophyte Records - A Decade Of Great Success.
En 2011, Neophyte diffuse un mix dans l'album à succès Hardcore to the Bone XVI en compagnie de DJ Panic ; l'album est bien accueilli avec 77 %. La même année, Jeroen Streunding annonce la sortie d'une nouvelle compilation intitulée Mainiak, avec de nombreuses collaborations. Dans une entrevue diffusée sur le site Partyflock, Streunding explique qu'il travaille principalement en collaboration avec d'autres producteurs ; cependant, certaines collaborations avec des artistes tels que Unexist, Tieum, Noize Suppressor et Ruffneck n'étaient pas évidentes. En 2013, un remix hardstyle du titre Braincracking est publié par Yellow Claw.
En 2023, il participe aux soirées Born to Rave organisées par Audiogenic, qui fait une escale à Toulouse et à Lyon, jouant notamment aux côtés d'AniMe.

## Discographie

### Albums studio
- 2001 : At War (Neophyte Records)
- 2006 : Rechtoe Rechtaan (Neophyte Records)
- 2011 : Mainiak Chapter.1 (Make You Dance)

### Singles et EP
- 1993 : The Three Amiga's E.P. (Rotterdam Records)
- 1993 : Protracker E.P. (Rotterdam Records)
- 1994 : Noise is the Message (Rotterdam Records)
- 1994 : Get This Motherfucker (avec The Stunned Guys ; Rotterdam Records)
- 1996 : Execute (Rotterdam Records)
- 1997 : None of Ya Left (Rotterdam Records)
- 1997 : Neophyte Promo (Rotterdam Records)
- 1998 : Army of Hardcore (avec The Stunned Guys ; Rotterdam Records)
- 1998 : Totally Remixed (Rotterdam Records)
- 1998 : Real Hardcore (Rotterdam Records)
- 1998 : Number One Fan (Rotterdam Records)
- 1999 : The Music is Rising (avec The Stunned Guys ; Traxtorm Records)
- 2001 : Drugs (Neophyte Records)
- 2002 : Nation of Domination (Rotterdam Records)
- 2002 : Loud and Proud (avec The Masochist ; Masters of Hardcore)
- 2004 : Our Thing E.P. Part 1 (avec The Stunned Guys et DJ Lancinhouse ; Traxtorm Records)
- 2006 : Recht Uit De Ondergrond (Rotterdam Records)
- 2006 : Invasion (avec Evil Activities ; Neophyte Records)
- 2008 : The Soul Collector (avec The Stunned Guys ; Rotterdam Records)
- 2009 : I'm In a Nightmare (Tha Playah/Neophyte Records All Stars ; Rotterdam Records)
- 2009 : Sloop Die Speakers! (Thunderdome 2009 Anthem ; avec Drokz)
- 2009 : Live and Loud Thunderdome Records)
- 2011 : Mainiak (Neophyte Records)
- 2012 : Peac (avec The Viper ; Neophyte Records)
- 2013 : Get This or Die! (Neophyte Records)
- 2013 : Neophyte, Tieum, Rob Gee – Coming at You Strong (Neophyte Records)
- 2014 : Neophyte, The Viper & Tha Playah – Master This! (Neophyte Records)
- 2014 : Neophyte & Zany feat. Alee & Diesel – Gas Erop! (Neophyte Records)
- 2014 : The Viper & Neophyte – First Aid (Neophyte Records)
- 2015 : Neophyte & Icha feat. Alee – Stand Beside Us (Project Hardcore 2015 Anthem ; B2S Records)
- 2015 : Neophyte & Evil Activities with E-Life & Alee – Exodus (Official Exodus 2016 Anthem ; Neophyte Records)
- 2016 : Neophyte & Nosferatu – S.I.C.K. (Neophyte Records)
- 2016 : Neophyte & D-Fence with Tim & Alee – Rammen (Neophyte Records)
- 2017 : Neophyte, Dr. Phunk & Tim Beumers – Alle Remmen Los! (Foolish)
- 2017 : Neophyte & Restrained – Insane (Neophyte Records)
- 2017 : Paul Elstak & Neophyte feat. Alee – Icon (Foolish)
- 2017 : Neophyte & Tieum – Kings (Smash Records)
- 2017 : Neophyte & Furyan feat. Tim Beumers – Wie De Fok? (Neophyte Records)
- 2017 : Nosferatu & Neophyte feat. Diesel (12) – Alley of Death (Official Nightmare 2017 OST ; Neophyte Records)
- 2017 : Dr. Phunk, Neophyte & Paul Elstak – Foolish for Life (Official Foolish NYE 2017 OST ; Foolish)
- 2018 : The Viper & Neophyte – Coming Home (Never Surrender Remix)
- 2018 : Wrath of Warlords (Official Dominator 2018 Anthem ; Masters of Hardcore)
- 2018 : Restrained & Neophyte – Bounce 2 Diz (Neophyte Records)
- 2021 : Neophyte feat. Alee – Original Gangster (Neophyte Records)
- 2022 : Neophyte X Drokz – Dit Is Mijn Leven (Neophyte Records)
- 2022 : The Ultimate Sound (Neophyte Records)
- 2023 : Neophyte & The Stunned Guys – Get This Motherfucker (Restrained Remix ; Neophyte Records)
- 2023 : Neophyte - Mainiak (Hellsystem Remix ; Neophyte Records)
- 2023 : GridKiller & Neophyte – Like Shakespeare (Neophyte Records)
- 2023 : Neophyte & Restrained – Brainstorm (Neophyte Records)